# Puedo escuchar el mar
Umi ga Kikoeru (海がきこえる lit. Se oye el mar?) es una película de animación japonesa producida por Studio Ghibli, lanzada en Japón el 5 de mayo de 1993. Fue la primera y única película del Studio Ghibli hecha para la televisión. Se trata de la única película de Studio Ghibli donde los grandes pilares de la compañía no han participado (Hayao Miyazaki e Isao Takahata), dejando libertad a las jóvenes promesas del estudio. La película fue dirigida por Tomomi Mochizuki y está basada en la novela homónima escrita por Saeko Himuro.

## Sinopsis
Rikako Mutō es una estudiante de Tokio que acaba de ser transferida a uno de los institutos de Kōchi, una ciudad costera alejada de la capital, tras el divorcio de sus padres. Rikako es una joven guapa, inteligente, buena en los estudios y en los deportes. Sin embargo, no consigue adaptarse a la vida social de la escuela. Al mismo instituto acuden Taku Morisaki y Yutaka Matsuno, dos grandes amigos desde la secundaria, el primero de los cuales empieza a fijarse visiblemente en la joven recién llegada.

## Producción
Fue realizada por los miembros más jóvenes y con talento del estudio. El director, Tomomi Mochizuki, sólo contaba con treinta y cuatro años cuando dirigió el filme. De hecho, los animadores, guionistas y demás personal que se encargó de realizar la película rondaban entre los veinte y treinta años de edad. La cinta fue considerada como una forma de producir anime y de dar paso a jóvenes promesas.

## Voces
| Personaje      | Seiyū             | Actores de voz         | Actores de voz     |
| -------------- | ----------------- | ---------------------- | ------------------ |
| Taku Morisaki  | Nobuo Tobita      | Alberto Escobal García | Nico Sablik        |
| Rikako Mutō    | Yōko Sakamoto     | Estívaliz Lizárraga    | Tanya Kahana       |
| Yutaka Matsuno | Toshihiko Seki    | Antón Palomar          | Tobias Nath        |
| Tadashi Yamao  | Hikaru Midorikawa | Anselmo Herrero        | Robin Kahnmeyer    |
| Yumi Kohama    | Kae Araki         | Ana Begoña Eguileor    | Sonja Spuhl        |
| Akiko Shimizu  | Yuri Amano        | Nuria Marín Picó       | Julia Ziffer       |
| Okada          | Jun'ichi Kanemaru | Jaime de Diego         | Tim Sander         |
| Morisaki-san   | Ai Satō           | Alazne Erdozia         | Sabine Winterfeldt |

## Distribución
Umi ga Kikoeru se estrenó el 5 de mayo de 1993 y tuvo un éxito notable en su estreno televisivo en Japón. El director, Tomomi Mochizuki, tuvo una bajada de tensión durante la producción de Puedo escuchar el mar debido a que trabajaba en varios proyectos a la vez. Aunque tuvo varios retrasos, la cinta consiguió estrenarse en la fecha indicada.
La página web de Café Anime dio a la película cuatro estrellas sobre cinco, llamándola una oferta elegante y madura de las jóvenes promesas de Studio Ghibli.
Fuera del continente asiático la película se abrió paso lentamente. Debido a que el estilo de la película no es muy llamativo para el público occidental, Puedo escuchar el mar ha sido una de las últimas películas del Studio Ghibli en distribuirse fuera de Japón. En los países escandinavos fue estrenada en DVD en idioma original subtitulado. En España, la película fue estrenada en formato DVD el 29 de octubre de 2008, lo que la convierte en el primer país occidental que traduce la película a un idioma extranjero. En Suiza, el telefilme fue presentado en versión original subtitulada en el Festival de cine de Locarno de 2009. En Alemania, la película fue distribuida y doblada al alemán a finales de ese mismo año.
En el Reino Unido, se distribuyó a partir de enero de 2010 con motivo del estreno en cines de Gake no ue no Ponyo en dicho país. Fue distribuida en doblaje original con subtítulos en inglés, al igual que otro título de Studio Ghibli, Recuerdos del ayer, en Australia se distribuyó de la misma forma en junio de 2010. En Estados Unidos, la película ha sido, junto con Recuerdos del ayer, inédita hasta finales del 2011, cuando se exhibió en el Festival Internacional de Cine de Animación de Nueva York. En Iberoamérica, la película sigue siendo inédita.
Cabe destacar que esta es la única película de Studio Ghibli que no tuvo nombre oficial en inglés y que tuvo dos extraoficiales debido a la falta de atención internacional que tuvo la película. El estudio declaró que Ocean Waves (título puesto en la distribución británica) era el oficial y no I Can Hear the Sea (puesto por los fanes, cuyo significado era literal al título japonés).